# Valdescorriel
Valdescorriel – gmina w Hiszpanii, w prowincji Zamora, w Kastylii i León, o powierzchni 27,84 km². W 2011 roku gmina liczyła 158 mieszkańców.